# Bousiris

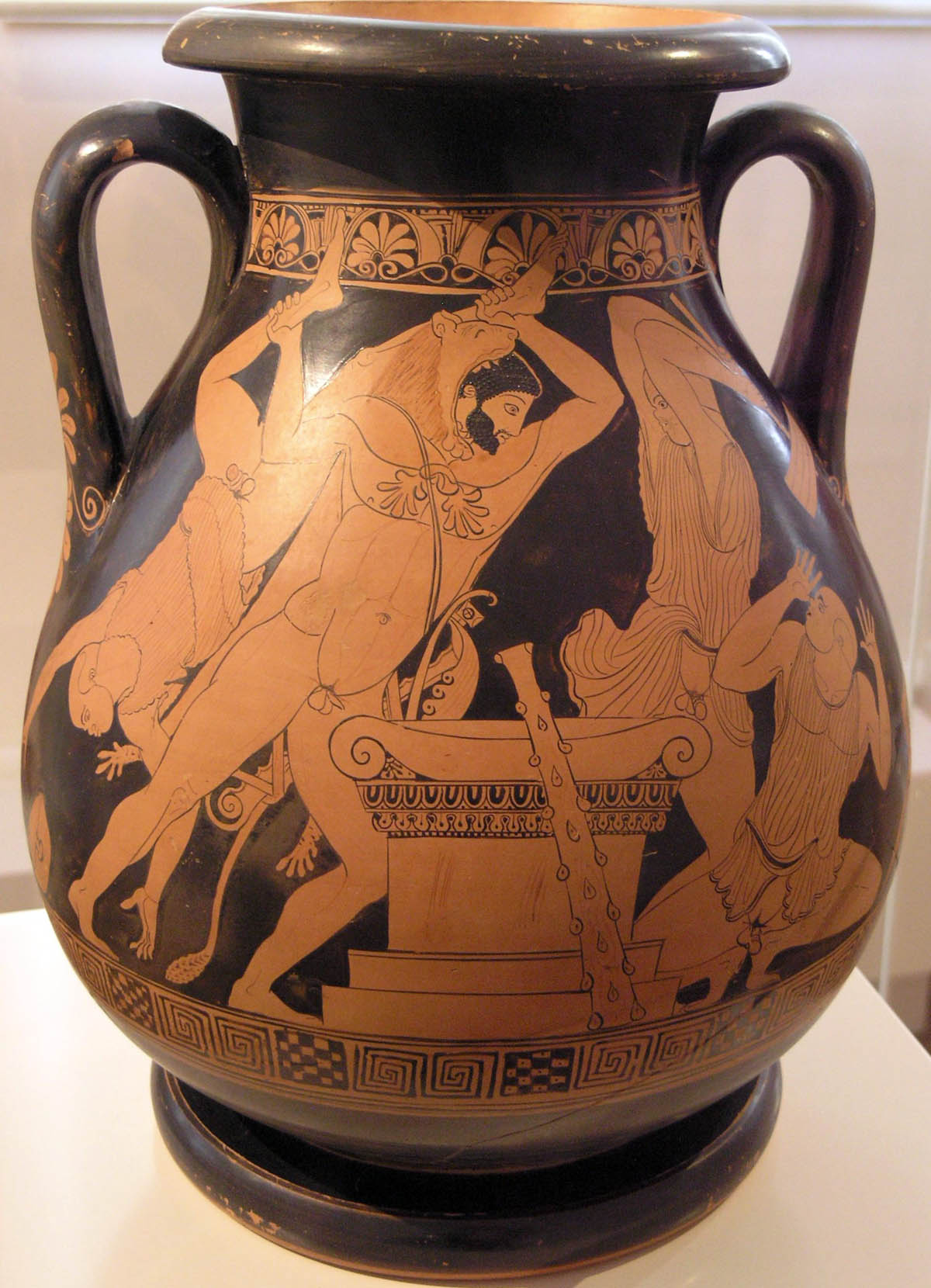
Herakles & Bousiris. Attisk rödfigurig pelike av Panmålaren, cirka 470 f.Kr.

Bousiris (eller Bosiris) (grekiska Βούσιρις) var en barbarisk egyptisk kung i grekisk mytologi. Han var son till guden Poseidon och najaden Anippe. 
Enligt legender ska han åt Zeus ha offrat alla främlingar som inreste i hans rike. För dessa illdåd satte till slut Herakles stopp. Enligt sägnen hade Herakles anlänt till Afrika i syfte att plocka hesperidernas guldäpplen, då han togs till fånga av kung Busiris vakter. Herakles fördes därefter till ett offeraltare, där han slet av sig sina handfängsel och dödade kung Busiris samt dennes präster. Busiris död är ett frekvent motiv på antika, grekiska vaser.